# دويدوخ العليا (جرغلان)
دويدوخ العليا (بالفارسية: دویدوخ علیا) هي قرية تقع في إيران في قسم جرغلان الريفي. يقدر عدد سكانها بـ 2,032 نسمة كانت تعرف في الماضي ببلاد العائدة لكن السبب غير معروف